# Fagitana
Fagitana is een geslacht van vlinders van de familie uilen (Noctuidae), uit de onderfamilie Hadeninae.

## Soorten
- F. gigantea Draudt, 1950
- F. littera Guenée, 1852